# 巫山童养媳事件
巫山童养媳事件发生于重庆市巫山县，是喪父女童被做为童养媳送养，遭遇强奸，后由当地政府工作人员以违法的形式办理结婚登记的事件。2016年，事件经媒体曝光后，引发关注。

## 背景
中国是全球男女出生性别比最为失衡的国家，成年适婚男性远多于女性。不断失衡的性别比，进一步挤压贫困男性的成婚机会。另一方面，中国少数地区仍存在以童养媳、转亲、换亲等形式的包办、买卖婚姻等传统手段为贫困男性解决婚姻难题的现象。

## 经过
马泮艳（1988年－），重庆市巫山县人，是“重庆巫山童养媳事件”当事人。
1997年，时年9岁，母亲精神病发作将父亲打死，因病免除刑事处罚后出走后，马泮艳、马泮珍（姐）、马泮辉（妹）因为未成年无生活来源，由伯父马正松代养。
2000年，年仅12岁的马泮艳被以童养媳的方式嫁给了比她大17岁的陈学生，被强奸后生下女儿，后又生下男孩。2016年引起了社会的广泛关注。
2001年初，时年13岁，马泮艳被伯父马正松送往双龙镇乌龙村陈学生（29岁）家生活。在当地村干部的见证下双方协议约定，陈家给马正松3000元‘代养费’，给马泮艳1000元‘恋爱金’，马泮艳在达到法定结婚年龄前由陈家代养，达到结婚年龄后与陈学生结婚。马泮艳表示，当时自己并不愿意去陈学生家“代养”，但没有人问她的意见，直接将她送至陈学生家。
2001年春节后，时年13岁，陈家人带着马泮艳到福建打工。期间，陈学生强行和马泮艳发生了性关系。在福建，年幼的马泮艳找不到工作，呆了3个月，就被陈家人送回老家巫山县双龙镇。在马泮艳的记忆里，回到镇上后，她曾偷偷跑到二姑家，由二姑陪她去报警。彼时，双龙镇派出所民警带马泮艳到医院检查，证实处女膜破裂。但由于伯父马正松告诉警察，侄女已经嫁给陈学生，警察便将其归于家庭纠纷而没有再管。
2002年10月，14岁的马泮艳生下了第一个女儿。同年，12岁的马泮辉被伯父马正松嫁给24岁的罗品金，马正松得到了4000元的抚养费。2005年，15岁的马泮辉生下了一个儿子。
2007年，马泮艳生下了一个儿子。
2008年，即使没有办理过任何手续、签署过任何文件，马泮艳“被结婚”，在民政部门的系统中，有了她和陈学生的婚姻登记记录。
2016年，马泮艳的遭遇被媒体报道后，引发多方关注。5月4日，马泮艳到双龙派出所报案，控告陈学生在自己未成年时强行发生性关系，强奸幼女；大伯马正松、姑父罗元道拐卖幼女；双龙派出所与办结婚证的工作人员渎职。6月4日，马泮艳与陈学生经法院调解离婚，马泮艳与陈学生所生儿女由陈学生抚养。
2017年2月24日，中共巫山县委宣传部在由其主管的网站巫山网上发布了《巫山县政府新闻发言人就马泮艳相关情况答记者问》（下文简称《情况说明》），其中提到，在获悉马泮艳的不幸经历后，巫山县委县政府责成县纪委、县政法委、县检察院、县公安局、县民政局组成联合调查组，对马泮艳反映的问题进行全面调查。不過巫山县政府拒絕承認马泮艳屬於被拐卖和被强奸。

## 爭議
- 马泮艳声称当地政府一直污名化她的个人生活，个人也不否认与另一男友又未婚育有一女的事实。在马泮艳表示放弃维权后，其妹马泮辉公开声明，马泮艳前后与多名男性保持性关系，并诱导网络女权主义者因其小女儿的自闭症或者智力障碍捐款，侵吞政府对三姐妹母亲的补助。马泮辉后删除其言论，此事仍处于争议之中。[4][5]